# Valle Ek
Valle Ek, född 11 juli 1922, död 25 april 1987, var en svensk fotbollsspelare (vänsterinner). Han blev svensk mästare för Malmö FF säsongen 1948/1949 och var fem gånger landslagsman.
Valle Ek debuterade i Malmö FF 1946, spelade 192 matcher för föreningen fram till 1952 och gjorde 98 mål. Tillsammans med Börje Tapper och Ingvar Rydell bildade han säsongen 1948/1949 en sällsynt effektiv och målfarlig innertrio. Valle Ek var snabb, taktiskt skicklig, en god speluppläggare och hade ett gott huvudspel.
Till säsongen 1950/1951 värvades Valle Ek tillsammans med klubbkamraterna från MFF, Kjell Hjertsson och Gustaf Nilsson till Råå IF, laget som under sin premiärsäsong i Allsvenskan sensationellt tog de stora silvermedaljerna. Säsongen därpå återvände han dock till Malmö FF och avslutade sin karriär för denna klubb. Han är gravsatt i minneslunden på Östra kyrkogården i Malmö.